# Камајони (Фиренца)
Камајони је насеље у Италији у округу Фиренца, региону Тоскана.
Према процени из 2011. у насељу је живело 355 становника. Насеље се налази на надморској висини од 30 м.